# Adam Gardiner
Adam Gardiner (ur. 13 grudnia 1966 w Auckland) – nowozelandzki aktor filmowy, telewizyjny i głosowy. Znany jest głównie ze swoich ról głosowych w serii Power Rangers.

## Wybrana filmografia

### Filmy
- Hopeless (2000) jako Richard
- For Good (2003) jako lokator
- Futile Attraction (2004) jako kucharz
- River Queen (2005) jako porucznik Blaine'a
- Orzeł kontra rekin (2007) jako Tony

### Seriale
- Duggan (1999) jako Robert MacLllwaine (1 odcinek)
- Love Bites (2002) jako Richard
- Męski striptiz (2002–2003) jako Slater (3 odcinki)
- Do diabła z kryminałem (2005) jako Murray (1 odcinek)

### Głosy
- Power Rangers Dino Grzmot jako zły klon Białego Rangera (10 odcinków)
- Power Rangers: Mistyczna moc jako Chimera#1 (2 odcinki)
- Power Rangers: Operacja Overdrive jako:
  - Kamdor (14 odcinków),
  - Loki (1 odcinek)
- Power Rangers: Furia dżungli jako Toady (3 odcinki)
- Power Rangers Samurai jako Skarf (1 odcinek)
- Power Rangers Megaforce jako:
  - Wąż Cienia (1 odcinek),
  - Cybaxx (1 odcinek)
- Power Rangers Dino Charge jako Sledge (25 odcinków)
- Power Rangers Super Ninja Steel jako Sledge (2 odcinki)